# 草約
〈草約〉（日语：／ Nensho）是日本音樂組合B'z的主唱稻葉浩志的歌曲。於2014年2月26日作為數位限定單曲由VERMILLION RECORDS發行。

## 概要
- 數位限定單曲3個月連續發行的第1彈。
- 與前作「Okay」睽違3年8個月的單曲。
- 與本曲同時，稻葉浩志官方網站「en-zine （页面存档备份，存于）」開設。

## 收錄曲
1. （草約）(3:15)
單曲是自「AKATSUKI」以來的硬式搖滾樂曲類。
PV無本人出演，成為了在被趕入的狀況下，男女老幼被置入籠中，其中的女性破壞了牢籠，並向前邁進這樣的內容。

## 製作人員
- 稻葉浩志：主唱・作詞・作曲・編曲・藍調口琴
- 寺地秀行（日语：寺地秀行）：編曲
- 大賀好修：吉他
- 德永曉人：貝斯
- Shane Gaalaas（日语：シェーン・ガラース）：爵士鼓
- 小野塚晃（日语：小野塚晃）：鋼琴